# Шкорпиловци (плаж)
Плаж Шкорпиловци е защитена зона от Натура 2000 по Директивата за местообитанията. Площта ѝ е 5125,65 хектара , a дължината на целия плаж е 11,96 км.
Зоната обхваща територии в землищата на град Бяла и селата Горица, Самотино, Рудник, Старо Оряхово и Шкорпиловци. Под контрола е на Регионалните инспекции по околната среда и водите в Бургас и Варна. В Регистъра на защитените територии и защитените зони в България е с код BG0000100.
Плаж Шкорпиловци е обявен за защитена зона на 4 декември 2007 г..
Целите, с които зоната е обявена за защитена, са свързани със запазване и – при необходимост – възстановяване на площта и естественото състояние на природните местообитания и местообитанията на видове, предмет на опазване в рамките на защитената зона. Тези видове включват бозайници като видра (Lutra lutra), дългоух нощник (Myotis bechsteini), муткур (морска свиня, Phocoena phocoena), малък подковонос (Rhinolophus hipposideros), афала (Tursiops truncatus), пъстър пор (Vormela peregusna).